# Čađavica Gornja (Novi Grad)
Pour les articles homonymes, voir Čađavica Gornja.
Čađavica Gornja (en serbe cyrillique : Чађавица Горња) est un village de Bosnie-Herzégovine. Il est situé dans la municipalité de Novi Grad et dans la république serbe de Bosnie. Selon les premiers résultats du recensement bosnien de 2013, il compte 252 habitants.

## Démographie

### Évolution historique de la population dans la localité
| 1948 | 1953 | 1961 | 1971 | 1981 | 1991 | 2013 |
| ---- | ---- | ---- | ---- | ---- | ---- | ---- |
| -    | -    | 404  | 370  | 322  | 297, | 252  |

|  |